# Woman In Love
Woman in Love pjesma je koju su napisali Barry  i Robin Gibb, a otpjevala ju je Barbra Streisand na albumu Guilty objavljenom 1980. Nagrađena je s nagradom Ivor Novello Awards za najbolju pjesmu 1980. (za glazbu i tekst). Pjesma je doživjela internacionalni uspjeh i u prosincu 1980., prema glazbenom tjedniku Billboard prodano je u 2,5 milijuna nosača zvuka diljem svijeta.

## Pjesma (singl)
| Strana | Naziv           | Duljina |
| ------ | --------------- | ------- |
| A.     | "Woman in Love" | 3:48    |
| B.     | "Run Wild"      | 4:05    |

## Sudjelovali
| Barbra Streisand | pjesma                         |
| Barry Gibb       | akustična gitara, aranžman     |
| Pete Carr        | solo gitara                    |
| Richard Tee      | sintesajzer, električni pijano |
| Harold Cowart    | bas gitara                     |
| Steve Gadd       | bubnjevi                       |
| Denise Maynelli  | prateći glas                   |
| Myrna Mathews    | prateći glas                   |
| Marti McCall     | prateći glas                   |

## Mjesto na ljestvicama
| Ljestvica (1980.)      | Najbolji plasman |
| ---------------------- | ---------------- |
| Australija             | 1.               |
| Francuska              | 1.               |
| Republika Irska        | 1.               |
| Kanada                 | 1.               |
| Nizozemska             | 1.               |
| Norveška               | 1.               |
| Novi Zeland            | 2.               |
| Švicarska              | 1 .              |
| Švedska                | 1.               |
| Španjolska             | 1.               |
| Ujedinjeno Kraljevstvo | 1.               |
| USA, Billboard Hot 100 | 1.               |
| Zapadna Njemačka       | 1.               |
| Ljestvica (1981.)      | Najbolji plasman |
| Italija                | 1.               |
| Austrija               | 1.               |

| Država                 | Mjesto |
| ---------------------- | ------ |
| Australija             | 21.    |
| Francuska              | 1.     |
| Zapadna Njemačka       | 24.    |
| Ujedinjeno Kraljevstvo | 2.     |
| SAD                    | 35.    |
| Južna Afrika           | 2.     |
| Singapur               | 4.     |